# 顧德鄰
顧德鄰（?—?）顺天府宛平县人，清朝官员。

## 生平
顧德鄰早年经京师大学堂派遣留学日本，后来在日本法政大学学习法律。毕业归国后，1908年，他29岁时参加了清朝学部所办的留学生考试，成绩最优等，获法政科进士。在参加第二届廷试的留学毕业生中名列一等，以主事按所学科目分部录用。宣统元年四月初三日（1909年），宪政编查馆奏调顧德鄰等人充任馆务。